# Латышовка (Мордовия)
Латышо́вка — село, центр сельской администрации в Кадошкинском районе Мордовии.

## География
Находится на речке Потиж, в 9 км от районного центра и железнодорожной станции Кадошкино.

## Название
Название-антропоним: первыми владельцами этого населённого пункта были служилые люди Латышовы на Атемаро-Инсарской засечной черте.

## История
Основано в начале XVIII века.
В 1712—1716 гг. выходцы из села Латышовка Инсарского уезда (ныне Кадошкинский район Мордовии) основали село Средняя Терешка Старокулаткинского района Ульяновской области.
В «Списке населённых мест Пензенской губернии» (1869) Латышовка — село казённое из 217 дворов (1470 чел.) Инсарского уезда.
По «Подворной переписи крестьянского хозяйства Инсарского уезда» (1913), в Латышовке — 251 двор (1666 чел.); 4 мечети, 4 татарские школы, кредитное товарищество, 3 хлебозапасных магазина, 2 пожарные машины, 2 ветряные мельницы, 2 овчинных завода, пекарня.
В 1931 году был создан колхоз «Ленинча» («Путь Ленина»), с 1996 г. — СХПК «Латышовский».

## Население
| 2002 | 2010 |
| ---- | ---- |
| 663  | ↘578 |

Национальный состав
Согласно результатам переписи 2002 года, в национальной структуре населения татары составляли 95 %

## Инфраструктура
В современной инфраструктуре села — основная школа, Дом культуры, библиотека, медпункт, отделение связи, АТС, магазин; мечеть.
30 января 1934 года недалеко от Латышовки произошла катастрофа стратостата Осоавиахим-1.

## Источник
- Энциклопедия Мордовия, Н. П. Лопшава.